# Гребенепалий гекон Еверсмана
Гребенепалий гекон Еверсмана (Crossobamon eversmanni) — вид геконів роду гребенепалих геконів. Має 2 підвиди.

## Опис
Загальна довжина цих геконів сягає до 14 см, голова та тулуб приплюснутий, пальці довгі й прямі, на яких з боків є бахрома з витягнутою лускою. Тулуб стрункий, помірковано подовжений, який вкрито дрібною лускою. Вдовж тіла розташовані ряди більш великої круглястої луски. Хвіст неламкий, тонкий. Зіниці вертикальні із зазубреними краями. На шкірі темні смуги, також є темні смуги з боків голови. Телесні плями вдовж хребта почергово з дрібними плямочками. Має напівпрозору шкіру. У молодих геконів лапки та основа хвоста помаранчево-лимонного кольору.

## Спосіб життя
Полюбляє пустелі та бархани, веде наземний спосіб життя. Рине неглибокі нори. Часто розташовується у норах жуків—гнойовиків та піщаних жужелиць. Гарно бігає й лазить по скелях і деревах, активний вночі та у сутінках. Харчується павуками, комахами. На піску залишає слід у вигляді зірочок. 
Це яйцекладні гекони. Наприкінці травня — початку червня відкладає 1—2 яйця, протягом сезону робить 2—3 кладки. 

## Розповсюдження
Гребенепалі гекони мешкають у країнах Середньої Азії, Афганістані та південному Казахстані.